# Karbomer
Karbomer är ett hjälpämne som förekommer i läkemedel. Det används som emulgeringsmedel, bindemedel, viskositetshöjande medel och som upplösningskontrollerande medel i depottabletter.